# Cathédrale Saint-Jean de Limerick
Cette  cathédrale ne doit pas être confondue avec une autre cathédrale de Limerick.
 D’autres cathédrales portent le nom de cathédrale Saint-Jean.
La cathédrale Saint-Jean de Limerick (St John's Cathedral) est une cathédrale catholique située à Limerick en Irlande, dédiée à saint Jean Baptiste, et cathédrale du diocèse de Limerick.
La cathédrale est construite en 1861 selon les plans de Philip Charles Hardwick et est en usage depuis ce temps. La restauration la plus récente a eu lieu en 2003-2004 et concerne la toiture et la maçonnerie extérieure. L'ouvrage possède la plus haute flèche d'Irlande, s'élevant à 94 m, et constitue la plus haute construction de Limerick.

## Histoire

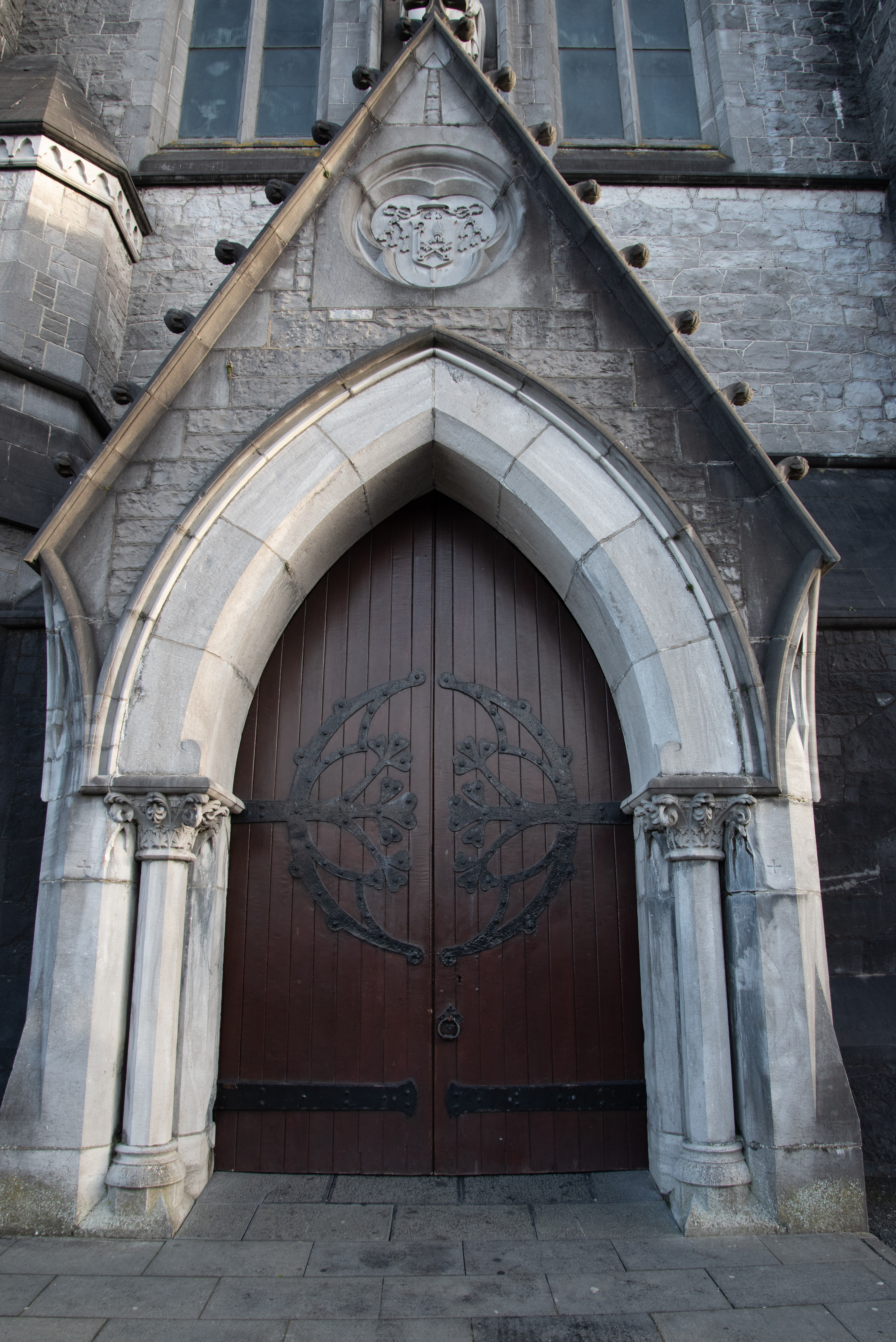
Le portail principal.

Entre 1855 et 1861, l'architecte anglais Philip Charles Hardwick fut chargé de concevoir la cathédrale. La première pierre fut posée le 1er mai 1856 et l'édifice fut consacré en 1859, mais resta inachevé jusqu'en juillet 1861. La construction de la tour a été retardée par les dégâts causés par une tempête en septembre 1882. Après des rénovations intérieures, la cathédrale fut à nouveau consacrée le 21 juin 1894 par le cardinal Michael Logue. Une grande partie des bancs d'origine, des mémoriaux, des confessionnaux et des dalles de sol subsistent. 

## Architecture

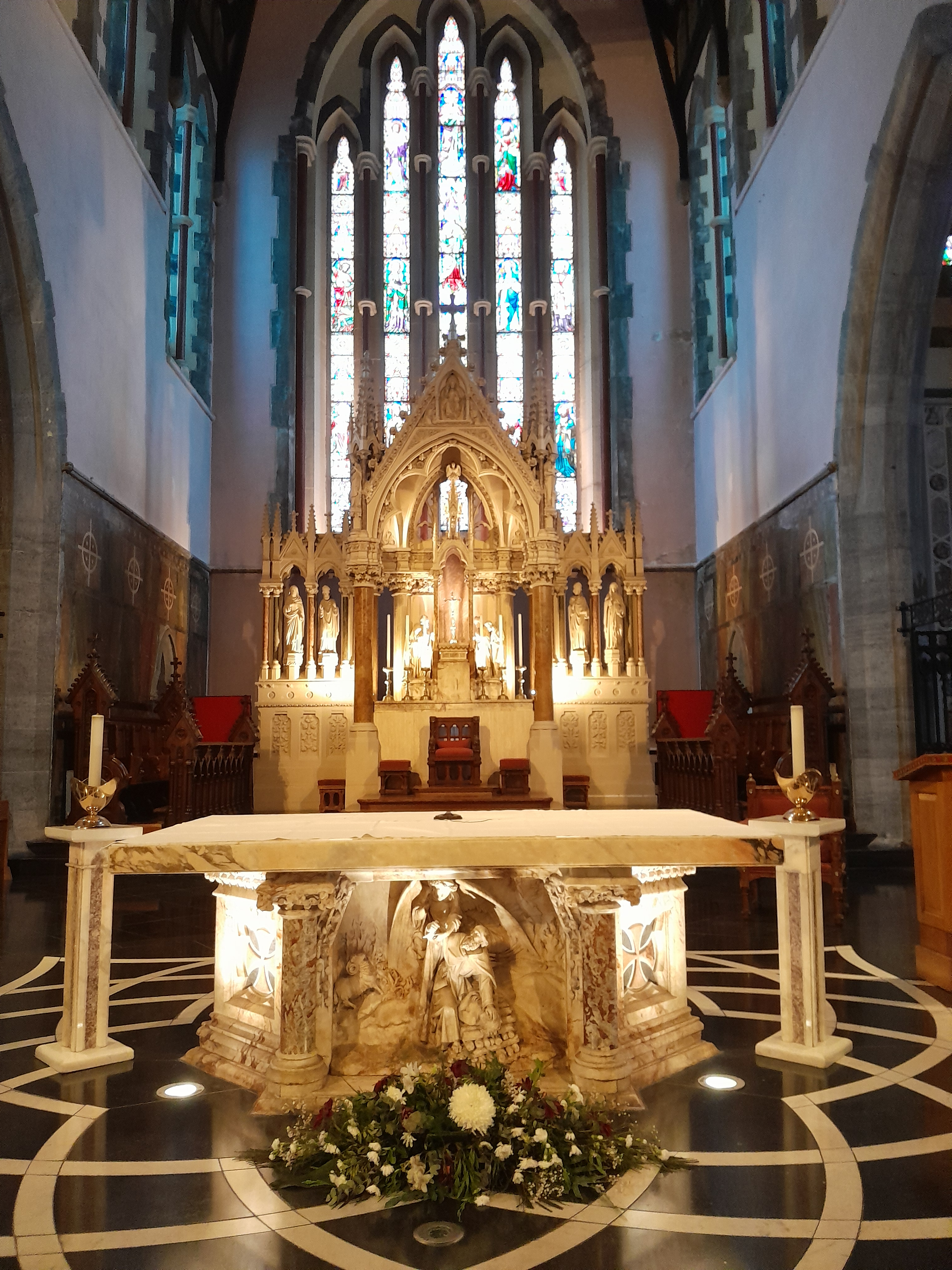
Le maître-autel et l'abside.

Hardwick a été influencé par la période qu'il a passée sous la direction d'Augustus Pugin, ce qui se reflète dans le style néo-gothique de la cathédrale. M.A. Hennessy a adapté les croquis de Hardwick pour la tour, qui a été construite entre 1879 et 1883, Hennessy ajoutant 32 mètres au projet original. Le bâtiment est revêtu de pierre calcaire locale. 
Entre 1893 et 1894, l'intérieur est rénové par l'évêque Edward Thomas O'Dwyer, qui réorganise notamment le sanctuaire en s'inspirant de la cathédrale Saint-Chad de Birmingham. L'intérieur a de nouveau été modifié pour tenir compte des changements liés au concile Vatican II.
L'autel est construit en marbre de Limerick et comporte une sculpture représentant le sacrifice d'Abraham.